# Vietnamesische Basketballnationalmannschaft der Damen
Die vietnamesische Basketballnationalmannschaft der Damen ist die Auswahl vietnamesischer Basketballspielerinnen, welche die Association de Basketball Vietnam auf internationaler Ebene, beispielsweise in Freundschaftsspielen gegen die Auswahlmannschaften anderer nationaler Verbände, aber auch bei internationalen Wettbewerben repräsentiert. Größter Erfolg war der siebte Rang bei der Asienmeisterschaft 1974. Im Jahr 1952 trat der nationale Verband dem Weltverband Fédération Internationale de Basketball (FIBA) bei. Im November 2013 wurde die Mannschaft auf dem 68. Rang der Weltrangliste der Frauen geführt.

## Internationale Wettbewerbe

### Vietnam bei Weltmeisterschaften
Die Mannschaft konnte sich bisher nicht für eine Weltmeisterschaft qualifizieren.

### Vietnam bei Olympischen Spielen
Bisher gelang es der Mannschaft nicht, sich für die olympischen Basketballwettbewerbe zu qualifizieren.

### Vietnam bei Asienmeisterschaften
Die Mannschaft kann bisher drei Teilnahmen an Asienmeisterschaften vorweisen:
| - 1965: nicht qualifiziert - 1968: nicht qualifiziert - 1970: 9. Platz - 1972: nicht qualifiziert - 1974: 7. Platz - 1976: nicht qualifiziert - 1978: nicht qualifiziert - 1980: nicht qualifiziert - 1982: nicht qualifiziert - 1984: nicht qualifiziert - 1986: nicht qualifiziert - 1988: nicht qualifiziert - 1990: nicht qualifiziert | - 1992: nicht qualifiziert - 1994: nicht qualifiziert - 1995: nicht qualifiziert - 1997: nicht qualifiziert - 1999: nicht qualifiziert - 2001: nicht qualifiziert - 2004: nicht qualifiziert - 2005: nicht qualifiziert - 2007: 10. Platz - 2009: nicht qualifiziert - 2011: nicht qualifiziert - 2013: nicht qualifiziert - 2015 |